# Stenellipsis brouni
Stenellipsis brouni là một loài bọ cánh cứng trong họ Cerambycidae.